# ناهنجاری کراتین پرندگان

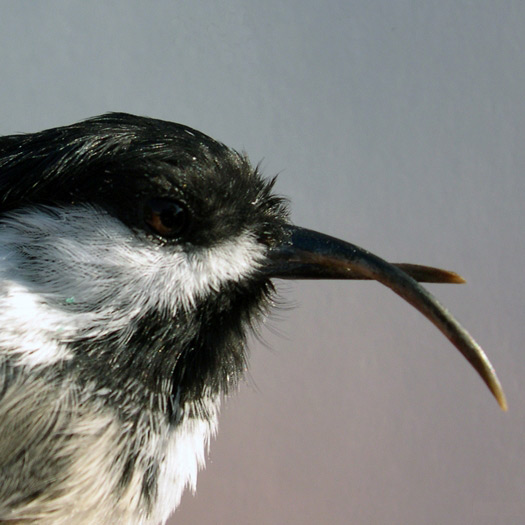
چرخ‌ریسوی سرسیاه دچار ناهنجاری کراتین پرندگان

ناهنجاری کراتین پرندگان (به انگلیسی: Avian keratin disorder) یک بیماری نوظهور در میان پرندگان وحشی در آمریکای شمالی است که با رشد بیش از اندازه و بدشکلی منقار مشخص می‌شود. موارد ابتلا برای اولین بار در پایان دهه ۱۹۹۰ در میان چرخ‌ریسوی سرسیاه در آلاسکا دیده شد و از آن زمان به سرعت گسترش یافته است. علت ناهنجاری کراتین پرندگان ناشناخته است، اما ممکن است Poecivirus، گونه‌ای از ویروس در تیرهٔ پیکورناویروس‌ها (Picornaviridae) باشد که در سال ۲۰۲۰ توسط کمیته بین‌المللی طبقه‌بندی ویروس‌ها (ICTV) شناخته شد.